# Tuvalu nos Jogos Olímpicos
Tuvalu competiu em uma edição dos Jogos Olímpicos. Eles competiram pela primeira vez em 2008 nos Jogos Olímpicos de Verão. O país ainda não competiu nos jogos de inverno.